# Rajdowy Samochodowy Puchar PZM
Rajdowy Samochodowy Puchar PZM (lub Puchar PZM) – seria rajdów samochodowych rozgrywana rokrocznie na terenie Polski. Nazywana tzw. drugą ligą rajdową w odniesieniu do Rajdowych samochodowych mistrzostw Polski. Seria ta była rozgrywana do roku 2008. Później od roku 2009 została zastąpiona Rajdowym Pucharem Polski. Organizatorem i właścicielem cyklu był Polski Związek Motorowy.

## Zwycięzcy Rajdowego Samochodowego Pucharu PZM
| Sezon | Zwycięzca            | Pilot               | Samochód                      |
| ----- | -------------------- | ------------------- | ----------------------------- |
| 2002  | Piotr Maciejewski    |                     | Mitsubishi Lancer Evo VI      |
| 2003  | Bartłomiej Grzybek   | Agnieszka Grabowska | Opel Astra Gsi                |
| 2004  | Sławomir Jarek       | Michał Mazur        | Opel Astra Gsi                |
| 2005  | Grzegorz Bonder      | Hubert Bonder       | Renault Clio                  |
| 2006  | Jan Chmilelewski     | Krzysztof Janik     | Opel Astra                    |
| 2007  | Mariusz Małyszczycki | Paweł Raczak        | Renault Clio Sport Citroen C2 |
| 2008  | Piotr Sopoliński     | -                   | Opel Astra G OPC              |